# Dvärggalax

IC 10, en av dvärggalaxerna i Lokala galaxhopen

En dvärggalax är en galax som är liten till storlek och ljusstyrka. En dvärggalax kan bestå av upp till några miljarder stjärnor, vilket är ett lågt antal jämfört med vår galax Vintergatan, som innehåller 200-400 miljarder stjärnor. En vanlig definition på dvärggalaxer är att de har en absolut magnitud svagare än -18.
Dvärggalaxer är vanligtvis sfäriska eller elliptiska till formen, och kretsar ofta kring större galaxer.

## Lokala dvärgar
I Lokala galaxhopen, där de största galaxerna är Vintergatan, Andromedagalaxen och Triangelgalaxen, finns ett fyrtiotal dvärggalaxer. Ett drygt tiotal dvärggalaxer är i omloppsbana runt Vintergatan. Den största av dessa är Stora Magellanska molnet, som innehåller över 30 miljarder stjärnor, och ibland klassas som en riktig galax men ofta som dvärggalax.

## Partiell lista över dvärggalaxer
- Bildhuggarens dvärggalax
- Bildhuggarens oregelbundna dvärggalax
- Drakens dvärggalax
- Fenix
- Henize 2-10
- I Zwicky 18
- IC 10
- Kölens dvärggalax
- Leo I
- Leo II
- Lilla magellanska molnet
- NGC 1569
- NGC 1705
- NGC 2915
- NGC 3353
- Pegasus oregelbundna dvärggalax
- Sextans A
- Sextans B
- Skyttens elliptiska dvärggalax
- Skyttens oregelbundna dvärggalax
- Stora Björnens dvärggalax
- Stora Hundens dvärggalax
- Stora magellanska molnet
- Tukanens dvärggalax
- Ugnens dvärggalax
- Vattumannens dvärggalax
- Willman 1

### Fotnoter
1. ↑  ”The Universe within 5 million Light Years The Local Group of Galaxies” (på engelska). Atlas of the Universe. http://www.atlasoftheuniverse.com/localgr.html. Läst 19 januari 2016.